# Olga Shukina
Olga Shukina (* 6. April 1977 in Taschkent, Usbekische SSR, UdSSR) ist eine ehemalige usbekische Leichtathletin, die sich auf das Kugelstoßen spezialisiert hat.

## Sportliche Laufbahn
Erste internationale Erfahrungen sammelte Olga Shchukina vermutlich im Jahr 2003, als sie bei den Zentralasienspielen in Duschanbe mit 46,26 m die Goldmedaille im Diskuswurf gewann und sich im Kugelstoßen mit 14,88 m die Silbermedaille hinter der Kasachin Iolanta Uljewa sicherte. Im Jahr darauf gewann sie bei den Hallenasienmeisterschaften in Teheran mit 14,75 m die Bronzemedaille hinter der Chinesin Zhang Xiaoyu und Uljewa aus Kasachstan. Im Mai steigerte sie ihre persönliche Bestleistung auf 17,26 m und qualifizierte sich für die Olympischen Spiele im selben Jahr, bei denen sie in der Qualifikationsrunde ausschied. Erst danach wurde bekannt, dass Shukina bei einer Trainingskontrolle kurz vor den Spielen positiv auf Clenbuterol getestet worden war. Sie wurde disqualifiziert und vom Weltverband IAAF für zwei Jahre gesperrt.
2004 wurde Shukina usbekische Hallenmeisterin im Kugelstoßen.

## Persönliche Bestleistungen
- Kugelstoßen: 17,26 m, 29. Mai 2004 in Bischkek
  - Kugelstoßen (Halle): 16,11 m, 9. Januar 2004 in Taschkent
- Diskuswurf: 53,62 m, 26. Juli 2003 in Almaty